# Stosunki polsko-nigeryjskie
Stosunki polsko-nigeryjskie – wzajemne relacje między Polską a Nigerią.

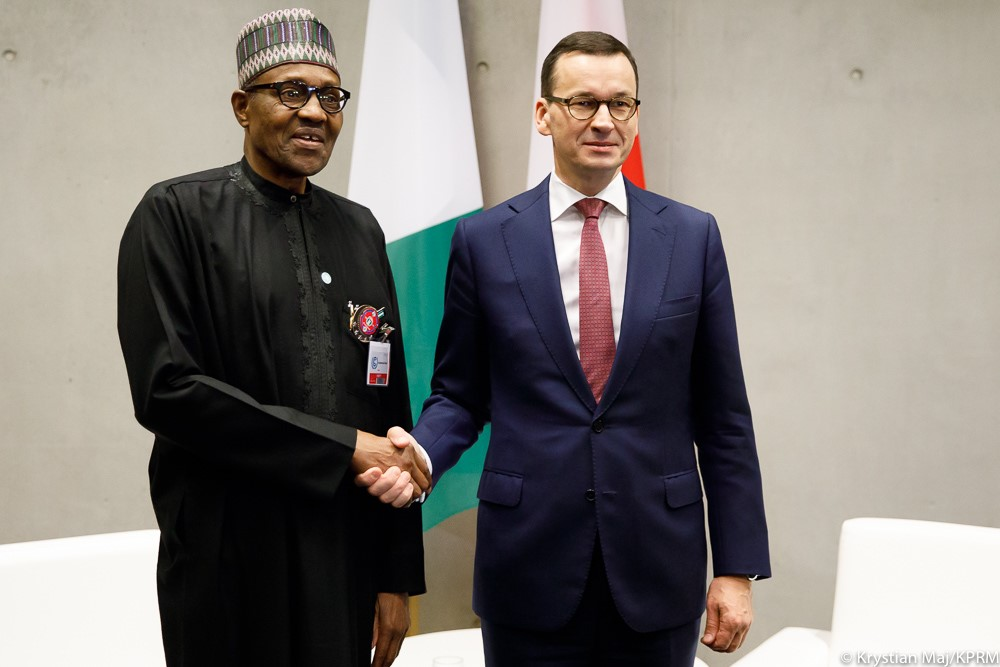
Premier Polski Mateusz Morawiecki i prezydent Nigerii Muhammadu Buhari, 2018

Stosunki dyplomatyczne między Polską a Nigerią zostały nawiązane 30 maja 1962. W III Rzeczypospolitej kilkukrotnie miały miejsce spotkania i wizyty na wysokim szczeblu. Ze strony polskiej wizyty w Nigerii złożyli premier Donald Tusk (2013) i prezydent Andrzej Duda (2022), a ze strony nigeryjskiej wizytę w Polsce złożyli prezydenci: Olusegun Obasanjo (2001) i Muhammadu Buhari (2018).
W 2023 roku wartość obrotów handlowych między oboma krajami osiągnęła wartość prawie 1,3 mld USD z saldem dodatnim po stronie Nigerii (wartość polskiego eksportu – 492 mln USD).
Stosunki polsko-nigeryjskie obejmują także sferę naukową. Współpracę z uczelniami nigeryjskimi nawiązały m.in. Uniwersytet Warszawski i Uniwersytet Zielonogórski.